# Françoise David
Pour les articles homonymes, voir David.
Françoise David, née le 13 janvier 1948 à Montréal, est une militante et femme politique féministe et altermondialiste du Québec. Ancienne présidente de la Fédération des femmes du Québec, elle fut ensuite porte-parole d'Option citoyenne, qui a fusionné en février 2006 avec l'Union des forces progressistes pour former Québec solidaire, un parti de gauche et souverainiste dont elle est alors la porte-parole féminine.
Elle est députée de Québec solidaire dans la circonscription de Gouin de l'élection générale de 2012 jusqu'à sa démission pour raison de santé le 19 janvier 2017.

## Biographie
Née en 1948 à Montréal, Françoise David vient d'une famille de personnalités publiques reconnues. Elle est la fille du cardiologue et ancien sénateur Paul David, la petite-fille d'Athanase David et l'arrière-petite-fille de Laurent-Olivier David. Son frère est Charles-Philippe David, un professeur de science politique à l'Université du Québec à Montréal et titulaire de la Chaire Raoul-Dandurand en études stratégiques et diplomatiques. Elle a également un autre frère, Pierre David, producteur québécois qui a participé dans les années 70 à l'essor du cinéma commercial du Québec et est l'un des producteurs québécois les plus actifs à Hollywood,. Enfin, sa sœur Hélène David est députée libérale d'Outremont de 2014 à 2018 et de Marguerite-Bourgeoys de 2018 à 2022.
Elle obtient en 1972 un baccalauréat de l'Université de Montréal en service social,. De 1977 à 1982, elle milite pour l'organisation marxiste-léniniste En lutte !,. Elle y est responsable du service d'animation culturelle[réf. nécessaire]. En 1995, elle fait campagne pour le camp du Oui aux côtés de Jacques Parizeau et Lucien Bouchard, lors du référendum sur la Souveraineté du Québec.

### Implication citoyenne
De 1987 à 1994, Françoise David est la coordonnatrice du Regroupement des centres de femmes du Québec (aujourd'hui « L'R des centres de femmes du Québec »), alors constitué de 80 organismes. Elle est élue présidente de la Fédération des femmes du Québec (FFQ) en 1994 et le reste jusqu'en 2001. Dans cette fonction, elle travaille sur de nombreux enjeux qui touchent les femmes, autant au Québec que dans le reste du Canada. Elle dénonce, notamment, la pauvreté et la violence que les femmes peuvent subir[réf. nécessaire].
Elle organise en particulier la marche des femmes contre la pauvreté « Du pain et des roses », en 1995, et la marche mondiale des femmes contre la pauvreté et la violence en 2000.
Parallèlement, Françoise David est aussi membre de plusieurs organisations communautaires telles le Centre de services sociaux du Montréal métropolitain. En janvier 2000, elle participe à la mission d'observation non-gouvernementale en Irak. En décembre 2000, elle voyage au Mali avec le Service universitaire canadien outre-mer (SUCO).
En 2002, elle fonde le mouvement citoyen D'abord solidaire. En 2004, elle fonde Option citoyenne, dont elle est la porte-parole féminine. Elle fait publier la même année un livre-manifeste Bien commun recherché. Une option citoyenne, qui tente de combiner l'idéal du bien commun, avec la justice sociale, l'écologie et la démocratie économique.
En 2005, Françoise David devient signataire du Manifeste pour un Québec solidaire.

### Québec solidaire
Elle était, jusqu'à sa retraite en 2017, avec Andrés Fontecilla, porte-parole du parti Québec solidaire. Lors du Conseil national du 29 septembre au 1er octobre 2006, les délégués du nouveau parti décident officiellement de nommer Françoise David porte-parole officielle, tout en conservant néanmoins ses deux porte-parole. Selon Khadir, Françoise David est la « leader de l'aile extraparlementaire » du parti.
Lors de l'élection générale québécoise de 2007, Québec solidaire n'obtient aucun siège à l'Assemblée nationale du Québec, ceux-ci étant donc partagés entre libéraux, adéquistes et péquistes. Françoise David termine deuxième dans la circonscription de Gouin, recueillant environ 26 % des suffrages, soit, notamment, près de 8 % de plus que la candidate libérale Nathalie Rivard. Mme David et Claudette Carbonneau se disent déçues en constatant les résultats des élections[réf. nécessaire].
Lors de l'élection générale québécoise de 2008, Françoise David arrive en deuxième position dans la même circonscription. Son collègue Amir Khadir est élu dans la circonscription voisine de Mercier.
Elle remporte l'élection de 2012 dans la circonscription de Gouin avec un peu plus de 46% des suffrages.
Elle remporte à nouveau l'élection dans la circonscription de Gouin en 2014, cette fois avec un peu plus de 50% des suffrages.
Le 22 mai 2016, elle évoque publiquement dans les médias la possibilité de ne pas se représenter lors des prochaines élections générales, puisqu'elle aura alors 70 ans.
Le 19 janvier 2017, elle annonce son départ de la vie politique pour raison de santé.

### Vie personnelle
Françoise David a un fils et un conjoint, François Larose.

### Publications
- 2004 - Bien commun recherché. Une option citoyenne[15]
- 2011 - De colère et d'espoir[15]

## Honneurs et distinctions
- 1999 -  Chevalière de l'Ordre national du Québec
- 2002 - Prix du Gouverneur général en commémoration de l'affaire « personne »
- 2018 - Doctorat honoris causa de l'Université de Montréal, remis le 20 juin 2018 lors de la collation des grades de la Faculté de l'éducation permanente[16]
- 2021 - Prix René-Chaloult, décerné par le Cercle des ex-parlementaires de l'Assemblée nationale du Québec[17].

### Articles externes
- Autobilan de Françoise David à titre de présidente de la Fédération des femmes du Québec
- Site officiel de Québec solidaire
- Marie-France Bazzo de Radio-Canada s'entretient avec Françoise David à propos de l'altermondialisation (23 juin 2005)
- Françoise David, féministe - Entrevue dans la série Les Militants, de Productions Ferrisson (3 épisodes et 12 compléments) (décembre 2018)